# خورخي إسبيغو
خورخي إسبيغو (بالإسبانية: Jorge Espejo)‏ هو لاعب كرة قدم بيروفي في مركز الوسط، ولد في 20 أغسطس 1976 في ليما في بيرو. لعب مع سبورت بويز.